# Matilda Ragnerstam
Anna Matilda Linnéa Boberg Ragnerstam, född 26 april 1987 i Göteborg, är en svensk skådespelare. Hon är dotter till skådespelarna Göran Ragnerstam och Carina Boberg.

## Filmer
- 2002 – Överallt och ingenstans
- 2003 – Håkan Bråkan (Julkalendern 2003) (Anna Andersson)
- 2004 – Lokalreportern (Connys och Mauds dotter)
- 2005 – Sandor slash Ida (Susanna)
- 2011 – Maria Wern - Drömmar ur snö (Hanna)
- 2015 – Jordskott (TV-serie)
- 2020 – Tsunami (TV-serie)

## Teater

### Roller
| År   | Roll                                   | Produktion                                                     | Regi                 | Teater                                      |
| ---- | -------------------------------------- | -------------------------------------------------------------- | -------------------- | ------------------------------------------- |
| 2014 |                                        | I Annas garderob Ann-Sofie Bárány                              | Suzanne Osten        | Göteborgs stadsteater                       |
| 2015 | Agnes 16 år                            | Farmor och vår Herre Hjalmar Bergman                           | Maria Löfgren        | Kulturhuset Stadsteatern                    |
| 2016 | Moster Gun                             | Trollflöjten 2.0 Emma Sandanam och Mette Herlitz               | Fredrik Meyer        | Parkteatern                                 |
| 2016 | Nonno                                  | Mio, min Mio Astrid Lindgren                                   | Sofia Jupither       | Kulturhuset Stadsteatern                    |
| 2017 |                                        | Bernardas hus (La casa de Bernarda Alba) Federico García Lorca | Anna Pettersson      | Kulturhuset Stadsteatern                    |
| 2017 | Medverkande                            | Jag ska bli nummer ett! Marianne Goldman                       | Hans Marklund        | Kulturhuset Stadsteatern                    |
| 2017 | Jenny                                  | Våra drömmars stad Per Anders Fogelström                       | Linus Tunström       | Kulturhuset Stadsteatern                    |
| 2018 | Emmy                                   | Ett dockhem 2 (A Doll's House, Part 2) Lucas Hnath             | Philip Zandén        | Kulturhuset Stadsteatern                    |
| 2019 | Pinuccia Carracci                      | Min fantastiska väninna (L'Amica geniale) Elena Ferrante       | Maria Sid            | Kulturhuset Stadsteatern/ Årsta Folkets hus |
| 2019 | Mercy Lewis                            | Häxjakten (The Crucible) Arthur Miller                         | Alexander Mørk-Eidem | Kulturhuset Stadsteatern                    |
| 2021 | Publikvärd Armande Roxane (Understudy) | Cyrano de Bergerac Martin Crimp                                | Alexander Mørk-Eidem | Kulturhuset Stadsteatern                    |
| 2022 | Robban Broberg                         | Roberts Broberg- och dalbana Jonna Nordenskiöld                | Jonna Nordenskiöld   | Kulturhuset Stadsteatern                    |
| 2022 | Lillungen Martina Kulla-Gulla          | Kulla-Gulla Martha Sandwall-Bergström                          | Maria Sid            | Kulturhuset Stadsteatern                    |
| 2022 | Unga Astrid                            | Bara Astrid Irena Kraus                                        | Malin Stenberg       | Kulturhuset Stadsteatern                    |
| 2023 | Eliza Greco m.fl.                      | Min fantastiska väninna (L'amica geniale) Elena Ferrante       | Maria Sid            | Kulturhuset Stadsteatern                    |
| 2024 | Medverkande                            | Jag offrar mig Ada Berger, Stina Wirsén och Anna Vnuk          | Ada Berger           | Kulturhuset Stadsteatern                    |
| 2025 | Julia                                  | 1984 (Nineteen Eighty-Four) George Orwell                      | Sara Cronberg        | Kulturhuset Stadsteatern                    |